# NY물고기
NY물고기(Noter Y Mulgoki, 본명: 김종윤)는 대한민국의 싱어송라이터이다. NY물고기의 NY는 Noter Y를 의미한다.

## 경력
- 라틴재즈밴드 "코바나"의 보컬로 활동.

## 음반

### 싱글
- REBORN 산울림 Track 13 - 독백 (2012년 2월 10일)

### 정규 앨범
- 1집 Fish, Out From Water (2007년 2월 12일)
- 2집 진실의 숲 (Forest Of Truth) (2010년 3월 9일)
- 3집 Arrogant Graffiti (2012년 1월 19일)

### 트리뷰트 앨범
- REBORN 산울림 - 2. 독백 (2012년 3월 27일)